# Rajon Kulanak
Der Rajon Kulanak (russisch Куланакский район; kirgisisch Куланак району) war ein Rajon in der Kirgisischen Sozialistischen Sowjetrepublik. Er wurde 1957 in den Rajon Naryn eingegliedert.
Das Verwaltungszentrum war das Dorf Kulanak. Der Rajon Kulanak wurde am 22. März 1944 als Teil der Oblast Tienschan (heute Oblus Naryn) aus 4 Dorfräten des Rajons Naryn und 2 Dorfräten des Rajons Ak-Talaa gebildet. Der Rajon bestand bis 1957, als er in den Rajon Naryn eingegliedert wurde.